# Smooth Criminal
Singles de Michael Jackson
Another Part of Me
(1988) Leave Me Alone
(1989)
Pistes de Bad
Dirty Diana
(9) Leave Me Alone
(11)
Smooth Criminal est une chanson de Michael Jackson, sortie le 5 octobre 1988 comme le 7e single tiré de l'album Bad (1987).

## Thème
Au départ, le titre part d'une idée que Michael Jackson avait eue en 1984 et devait avoir une ambiance western. Puis il a décidé de le situer dans une ambiance gangster des années 1930 en le pensant dès le début comme devant être accompagné d'un vidéoclip.
La chanson évoque une certaine Annie qui aurait été assassinée par un « smooth criminal », c'est-à-dire un meurtrier subtil. Le prénom « Annie » provient du surnom donné aux États-Unis au mannequin utilisé pour l'entraînement à la réanimation cardio-pulmonaire (RCP) lors des formations de secourisme.

## Conception
Se caractérisant par sa rythmique singulière, le titre est joué au synthétiseur avec un son de basse slappée et échantillonnée ainsi que de boîtes à rythmes qui soutiennent et propulsent la chanson. La mélodie est ainsi atypique, à la fois syncopée, percutante, froide et entraînante.
Smooth Criminal est l'aboutissement d'une démo enregistrée lors de Thriller et baptisée Al Capone (disponible sur l'album Bad 25). 
Les battements de cœur que l'on peut entendre au début de la chanson sont ceux de Michael Jackson lui-même. La respiration haletante que l'on peut entendre à la fin des battements de cœur est celle de Frank DiLeo (en), le manager de Michael Jackson, mais elle n'est disponible que sur les albums originaux pressés entre 1987 et 1989.

## Clip vidéo
Le clip a pour cadre le milieu des gangsters aux États-Unis dans une ambiance années 1930. Il s'inspire du film Tous en scène (1953) avec Fred Astaire, et notamment du numéro Girl Hunt Ballet. On note ainsi des ressemblances dans la chorégraphie ou encore dans les costumes (veste, pantalon et fédora blancs).
Le succès du clip s'explique notamment par l'utilisation du « lean », une pose où le corps, grâce à un trucage, peut s'incliner à 45 degrés. Celle-ci a été mise au point avec le chorégraphe Jeffrey Daniel.
Michael Jackson arbore dans le clip pour la 1re fois un bandeau autour du bras ainsi que des sparadraps au bout de certains doigts. Jackson aurait affirmé que tant que les enfants du monde souffriraient, il porterait un brassard en leur honneur[réf. nécessaire]. 
Le clip est disponible dans plusieurs compilations (HIStory On Film Volume II, Michael Jackson's Vision). Smooth Criminal figure également dans Moonwalker (1988). S'intégrant au film, cette version est beaucoup plus longue (9:21) que le clip original et comprend un couplet supplémentaire ainsi qu'une scène sans musique. Il existe aussi une autre version du clip réalisée avec un effet flou et saccadé. Celle-ci est présente sur la compilation Number Ones (2003).
Le 23 octobre 2024 , le clip dépasse la barre du milliard de vue sur Youtube devenant le 5e clip de Michael Jackson à atteindre ce cap.

## Sur scène
Smooth Criminal a été interprétée lors du Bad Tour, du Dangerous Tour et du HIStory World Tour. Ce titre était également au programme de la tournée This Is It, annulée à la suite de la mort du chanteur.
Des chaussures brevetées et un trucage scénique furent inventés par Michael Jackson et deux de ses costumiers afin de reproduire l'effet du « lean » (inclinaison en avant) à partir du Dangerous World Tour.
Jusqu'au HIStory World Tour, la chanson démarrait sur une citation parlée : « My footsteps broke the silence of the pre-dawn hours as I drifted down Bleaker Street, past shop windows, barred against the perils of the night. Up ahead, a neon sign emerged from the fog. The letters glowed red hot, in that way I knew so well, branding a message into my mind. A single word. Hotel. ». Puis, Michael Jackson dansait en ombre chinoise projetée sur un grand drap blanc sur le thème réarrangé et joué beaucoup plus lentement de The Way You Make Me Feel,. Le drap s'ouvrait ensuite et Smooth Criminal débutait.

## Accueil
La chanson atteint le Top 10 dans plusieurs pays. Aux États-Unis, elle atteint la 7e position du Billboard Hot 100, devenant le 6e Top 10 de l'album. Elle est considérée comme l'une des chansons phares du catalogue de l'artiste et l'une des plus appréciées chez les fans.

## Liste des titres
- 45 tours

1. Smooth Criminal — 4:16
2. Smooth Criminal (Instrumental) — 4:16

- 33 tours

1. Smooth Criminal (Extended Dance Mix) — 7:46
2. Smooth Criminal (Dance Mix - Dub Version) — 4:45
3. Smooth Criminal (A Cappella) — 4:11

- CD Maxi Single

1. Smooth Criminal (Extended Dance Mix) — 7:46
2. Smooth Criminal (Extended Dance Mix Radio Edit) — 5:24
3. Smooth Criminal ("Annie" Mix) — 5:35
4. Smooth Criminal (Dance Mix - Dub Version) — 4:45
5. Smooth Criminal (A Cappella) — 4:11

- Maxi CD Moonwalker (Europe)

1. Smooth Criminal (Extended Dance Mix) — 7:46
2. Smooth Criminal ("Annie" Mix) — 5:35
3. Smooth Criminal (Dance Mix Dub Version) — 4:45

- Single Visionary (face DVD)

1. Smooth Criminal (Video) — 4:11
2. Smooth Criminal (7" Version) — 4:10
3. Smooth Criminal (Extended Dance Mix) — 7:46

## SingleSmooth Criminal
Audio (CD)
1. Smooth Criminal – 4:16

Vidéoclip (DVD)
1. Smooth Criminal (Official Video) – 4:11

## Crédits
- Écrit et composé par Michael Jackson
- Batterie : Bill Bottrell, John Robinson et Bruce Swedien[10]
- Guitare : David Williams
- Saxophones : Kim Hutchcroft et Larry Williams
- Trompettes : Gary Grant et Jerry Hey
- Synclavier : Christopher Currell
- Synthétiseurs : John Barnes et Michael Boddicker
- Annoncement du chef de la police par Bruce Swedien
- Arrangements rythmiques par Michael Jackson et John Barnes
- Arrangements des cornes par Jerry Hey
- Arrangements vocaux par Michael Jackson

## Classements
| Classement (1988-1989)                          | Meilleure position |
| ----------------------------------------------- | ------------------ |
| Allemagne (Media Control AG)                    | 9                  |
| Australie (ARIA)                                | 29                 |
| Autriche (Ö3 Austria Top 40)                    | 17                 |
| Belgique (Flandre Ultratop 50 Singles)          | 1                  |
| Belgique (Flandre VRT Top 30)                   | 1                  |
| Canada (RPM 100 Singles)                        | 41                 |
| Espagne (AFYVE)                                 | 1                  |
| États-Unis (Billboard Hot 100)                  | 7                  |
| États-Unis (Hot Dance Club Play)                | 10                 |
| États-Unis (Hot Dance Music/Maxi-Singles Sales) | 13                 |
| États-Unis (Hot R&B/Hip-Hop Singles)            | 2                  |
| France (SNEP)                                   | 4                  |
| Irlande (IRMA)                                  | 4                  |
| Italie (FIMI)                                   | 40                 |
| Nouvelle-Zélande (RMNZ)                         | 29                 |
| Pays-Bas (Nederlandse Top 40)                   | 1                  |
| Pays-Bas (Single Top 100)                       | 1                  |
| Pologne (Classements Singles)                   | 1                  |
| Royaume-Uni (UK Singles Chart)                  | 8                  |
| Suisse (Schweizer Hitparade)                    | 5                  |

| Classement (2006)              | Meilleure position |
| ------------------------------ | ------------------ |
| Espagne (PROMUSICAE)           | 1                  |
| France (SNEP)                  | 61                 |
| Irlande (IRMA)                 | 14                 |
| Italie (FIMI)                  | 6                  |
| Pays-Bas (Single Top 100)      | 20                 |
| Royaume-Uni (UK Singles Chart) | 19                 |

| Classement (2009)                     | Meilleure position |
| ------------------------------------- | ------------------ |
| Australie (ARIA)                      | 16                 |
| Autriche (Ö3 Austria Top 40)          | 30                 |
| Canada (Hot Canadian Digital Singles) | 22                 |
| Danemark (Tracklisten)                | 28                 |
| Espagne (PROMUSICAE)                  | 33                 |
| États-Unis (Hot Digital Songs)        | 12                 |
| Europe (Hot 100)                      | 20                 |
| France (SNEP)                         | 4                  |
| Irlande (IRMA)                        | 14                 |
| Italie (FIMI)                         | 17                 |
| Nouvelle-Zélande (RMNZ)               | 37                 |
| Pays-Bas (Single Top 100)             | 22                 |
| Royaume-Uni (UK Download Chart)       | 13                 |
| Royaume-Uni (UK Singles Chart)        | 13                 |
| Suède (Sverigetopplistan)             | 12                 |
| Suisse (Schweizer Hitparade)          | 12                 |

| Classement (2010)                         | Meilleure position |
| ----------------------------------------- | ------------------ |
| Belgique (Flandre Back Catalogue Singles) | 3                  |

## Certifications
| Pays               | Certification | Unités certifiées |
| ------------------ | ------------- | ----------------- |
| Danemark (IFPI)    | Or            | 45 000            |
| États-Unis (RIAA)  | 2 × Platine   | 2 000 000         |
| Italie (FIMI)      | Or            | 25 000            |
| Mexique (AMPROFON) | Or            | 30 000            |
| Royaume-Uni (BPI)  | Platine       | 600 000           |

## Reprises

### Version de Alien Ant Farm
Singles de Alien Ant Farm
Movies
(2001) Attitude
(2002)
La chanson est reprise dans une version nu metal par le groupe américain de rock Alien Ant Farm sur l'album ANThology (2001). Elle sort en single en mai 2001 et connaît un succès international. Le clip qui l'accompagne est rempli de références à l'univers musical du « Roi de la Pop ».

#### Classements hebdomadaires
| Classement (2001)                       | Meilleure position |
| --------------------------------------- | ------------------ |
| Allemagne (GfK Entertainment)           | 5                  |
| Australie (ARIA)                        | 1                  |
| Autriche (Ö3 Austria Top 40)            | 6                  |
| Belgique (Flandre Ultratop 50 Singles)  | 3                  |
| Belgique (Wallonie Ultratop 50 Singles) | 4                  |
| Danemark (Tracklisten)                  | 3                  |
| Écosse (OCC)                            | 3                  |
| États-Unis (Alternative Songs)          | 1                  |
| États-Unis (Billboard Hot 100)          | 23                 |
| Finlande (Suomen virallinen lista)      | 2                  |
| France (SNEP)                           | 27                 |
| Irlande (IRMA)                          | 2                  |
| Italie (FIMI)                           | 11                 |
| Norvège (VG-lista)                      | 7                  |
| Nouvelle-Zélande (RMNZ)                 | 4                  |
| Pays-Bas (Nederlandse Top 40)           | 4                  |
| Pays-Bas (Single Top 100)               | 4                  |
| Royaume-Uni (UK Singles Chart)          | 3                  |
| Royaume-Uni (UK Rock Chart)             | 1                  |
| Suède (Sverigetopplistan)               | 5                  |
| Suisse (Schweizer Hitparade)            | 4                  |

#### Certifications
| Pays              | Certification | Unités certifiées |
| ----------------- | ------------- | ----------------- |
| Allemagne (BVMI)  | Or            | 250 000           |
| Australie (ARIA)  | 2 × Platine   | 140 000           |
| Belgique (BEA)    | Or            | 25 000            |
| Norvège (IFPI)    | Or            |                   |
| Royaume-Uni (BPI) | Platine       | 600 000           |
| Suède (GLF)       | Or            | 15 000            |
| Suisse (IFPI)     | Or            | 20 000            |

### Autres reprises
- Grant Gustin et Naya Rivera, dans la série télévisée Glee (2012).
- Version salsa par Jean Rodríguez sur l'album Unity: The Latin Tribute to Michael Jackson (2015) produit par Tony Succar.
- Par 2Cellos sur leur album éponyme en 2011 .